# Nataraj XT
Nataraj XT est un groupe de musique électronique français, originaire de Marseille, dans les Bouches-du-Rhône. Leur style musical mêle musique électronique et musique traditionnelle indienne jouée « live ».
Connu pour avoir su développer dès sa création une version électronique de la musique indienne de l'Inde du Nord, mélangeant le sarod, l'esraj, le sitar à travers des thèmes typiquement electro. Le groupe s'est ouvert par la suite à de nouvelles sonorités, dont le rock et le jazz.

## Biographie
Nataraj XT est formé en 1998 à Marseille, dans les Bouches-du-Rhône, à l'origine sous le nom de Nataraj en tant que duo composé du joueur de sarod Richard « Rishi » Bernet et du joueur de sitar Pierre Moitram. Lorsque les deux musiciens rencontrent l'artiste techno Kapi en 1999, ils l'intègrent dans leurs rangs, changent le nom du groupe pour Nataraj XT et fusionnent les sons traditionnels et modernes.
Le groupe démarre dans un festival marseillais, découvert par la presse nationale telle que Libération et immédiatement signé avec la maison de disque canadienne Nettwerk. Il est nommé « talent électronique » en 2000 au Midem aux côtés D'Elegia Laurent Garnier,,. Le premier album, Tandava, est enregistré très rapidement sans gros moyens, et publié par le label canadien Nettwerk. À la suite d'une longue tournée en Inde et en Europe, le groupe enregistre son deuxième album, Ocean Birds, avec quelques moyens supplémentaires. Il signe chez EMI en édition.
Le groupe fut aussi beaucoup médiatisé dans divers média nationaux et internationaux, dont des télés et radios,. Fan de nouvelles technologies et découvert grâce au MP3, un chapitre entier lui est consacré dans le livre Génération MP3 de Daniel Ichbiah. En 2007, le sitariste Pierre Grimout disparaît. Le groupe sort ce qui devait être le dernier album, Opposition. En 2006, Philippe Capitani et Richard Bernet décident de sortir un album sans sitar, Without Sitar, pour continuer de faire vivre le groupe. Très méconnu des médias français, il fait une percée beaucoup plus significative à l'étranger.
En 2012, le groupe est contacté par une compagnie de danse, Artonik, pour composer la musique du spectacle The Color of Time, basé sur une fête traditionnelle indienne, la Holi, et dont la presse fait écho. En 2013, avec la compagnie Artonik, ils clôturent ainsi la « Folle histoire des arts de la rue », programmée pour Marseille-Provence 2013 et de nombreux festivals d'arts de rue dont les Accroche-Cœurs d'Angers en 2014. Un documentaire télévisuel de France 3 fut tournée pour la création du spectacle.
La reformation passera par l'ajout d'une basse électrique joué par Laurent Pernice et d'une guitare joué par Philippe Capitani. Plusieurs spectacles sont joués en France en 2013. Des centaines de vidéos, documentaires, génériques de webséries sur YouTube utilisent leur musique.
The Color of Time sera joué à l'occasion du Womad, à Adélaïde, en Australie, en mars 2015, et la 100e représentation au Womad 2019.

## Discographie

### Albums studio
- 1999 : Tandava
- 2002 : Ocean Birds
- 2006 : Without Sitar
- 2009 : Opposition
- 2016 : The Color of Sound
- 2022 : Noise of Asia
- 2023 : Lo-fi Relax
- 2024 : Zen Eastern Serenity

### Compilation
- 2016 : Best of

### Participations
- 2000 : Chapitre Nataraj L'odyssée du danseur cosmique page 73 à 81 dans le Livre de Daniel Ichbiah Génération MP3 (Éditions Mille et Une Nuits)
- 2005 : Space In, sur la compilation Asian Lounge de Putumayo World Music
- 2013 : Marseille capitale Européenne de la culture, musique du spectacle The Color of Time de la compagnie Artonik

## Membres

### Membres actuels
- Kapi (Philippe Capitani) — batterie, basse, guitare, machines
- Dominique Beven — flûtes, dotâr
- Laurent Pernice — basse, gopichandi

### Anciens membres
- Rishi (Richard Bernet (fils du parolier Ralph Bernet) — esraj, sarod, flûte, dotâr
- Pierre Moïtram (Pierre Grimout) — sitar (décédé en 2007)
- Nathalie Arini — sitar